# Санґачін
Санґачін (перс. سنگاچين) — село в Ірані, у дегестані Чагар-Фарізе, в Центральному бахші, шагрестані Бендер-Анзалі остану Ґілян. За даними перепису 2006 року, його населення становило 2421 особу, що проживали у складі 708 сімей.

## Клімат
Середня річна температура становить 14,20°C, середня максимальна – 26,88°C, а середня мінімальна – 0,60°C. Середня річна кількість опадів – 912 мм.
| Клімат поселення                              | Клімат поселення | Клімат поселення | Клімат поселення | Клімат поселення | Клімат поселення | Клімат поселення | Клімат поселення | Клімат поселення | Клімат поселення | Клімат поселення | Клімат поселення | Клімат поселення | Клімат поселення |
| Показник                                      | Січ.             | Лют.             | Бер.             | Квіт.            | Трав.            | Черв.            | Лип.             | Серп.            | Вер.             | Жовт.            | Лист.            | Груд.            |                  |
| Середній максимум, °C                         | 9,46             | 10,23            | 11,71            | 16,74            | 21,32            | 25,05            | 26,69            | 26,88            | 23,94            | 20,43            | 15,72            | 11,50            |                  |
| Середня температура, °C                       | 5,04             | 5,80             | 7,32             | 12,32            | 16,90            | 20,63            | 22,91            | 23,10            | 20,16            | 16,62            | 11,93            | 7,71             |                  |
| Середній мінімум, °C                          | 0,60             | 1,40             | 2,90             | 7,90             | 12,49            | 16,22            | 19,12            | 19,30            | 16,36            | 12,85            | 8,14             | 3,91             |                  |
| Норма опадів, мм                              | 94               | 74               | 72               | 50               | 38               | 24               | 17               | 44               | 97               | 148              | 128              | 126              |                  |
| Середньомісячна швидкість вітру, м/с          | 2.30             | 2.40             | 2.40             | 2.34             | 2.50             | 2.60             | 2.60             | 2.38             | 2.30             | 2.08             | 1.98             | 2.10             |                  |
| Середньомісячна сонячна радіація, кДж/м²·день | 6788             | 8983             | 11146            | 15846            | 20421            | 23106            | 23749            | 20099            | 16467            | 11103            | 8516             | 6460             |                  |
| --------------------------------------------- | ---------------- | ---------------- | ---------------- | ---------------- | ---------------- | ---------------- | ---------------- | ---------------- | ---------------- | ---------------- | ---------------- | ---------------- | ---------------- |
| Джерело:                                      |                  |                  |                  |                  |                  |                  |                  |                  |                  |                  |                  |                  |                  |